# 底隱魚
底隱魚（学名：Eurypleuron owasianum），又名深海突吻潛魚、隱魚，为辐鳍鱼纲鼬鱼目隱魚科突吻潛魚屬下的一个种。该物种的栖息深度为1米至455米，体长可达23.6公分。